# Kameralamt Weinsberg
Das Kameralamt Weinsberg war eine Einrichtung des Königreichs Württemberg, die im Amtsbezirk Besitz und Einkommen des Staates verwaltete. Es bestand von 1806 bis 1922 in Weinsberg. Das Kameralamt wurde im Rahmen der Neuordnung der Staatsfinanzverwaltung im Königreich Württemberg geschaffen.

## Geschichte
Gemäß Erlass über die Zuteilung fürstlicher und adliger Patrimonialämter vom 7. Juli 1807 wurden dem Kameralamt Weinsberg die Patrimonialämter Affaltrach, Eschenau, und Lehrensteinsfeld zugeteilt. Aufgrund der Verordnung über die Neuorganisation der Kameralämter vom 8. Juni 1819 übernahm das Kameralamt Weinsberg vom Kameralamt Backnang die Orte Löwenstein, Altenhau, Altlautern, Beckershof, Breitenauerhof, Frankenhof, Hirrweiler, Mittelmühle, Neulautern, Reisach, Rittelhof, Schweizerhof, Seemühle, Spatzenhof, Stocksberg, Teusserbad, sowie die Forstreviere Lichtenstern und Stettenfels, Forstamt Neuenstadt und vom Kameralamt Öhringen die Orte Finsterrot mit Ammertsweiler, Hals, Hasenhof, Laukenmühle, Rutzweiler, Weihenbronn, Lachweiler mit Dürrnast, Frohnfalls, Griesbach, Geisselhardt, Haubühl, Hausenbühl, Heumaden, Neuwirtshaus, Rappenhof, Schönhardt, Schuppach, Steinbühl, Storchennest, Streithag, Maienfels mit Brettach, Busch, Kreuzle, Kühhof, Laurenhof, Klumpenhof, Oberheimbach, Berg, Happbühl, Ochsenhof, Bärenbronn, Plapphof, Walklensweiler, Mainhardt mit Baad, Vorder-, Mittel- und Neusägmühle, Dennhof, Hammerschmiede, Hohenstrassen, Wiedhof, Unterheimbach mit Jägerhaus, Geddelsbach, Herrenhölzle.
Laut Verordnung vom 6. März 1843 musste das Kameralamt Weinsberg den Ort Geißelhardt an das Kameralamt Öhringen abgeben.